# Cathróe de Metz
Cathroé ou  Cadroë, né en Écosse dans le Perthshire vers 900, formé en Irlande à Armagh, est un saint thaumaturge du Xe siècle, moine puis abbé au monastère Saint-Félix de Metz en Lorraine où il mourut en 971.
On possède le manuscrit d'une hagiographie, la Vita Cadroe, compilée par l'un des moines de Saint-Félix (diversement répertorié sous les noms d'Ousmann, Reimann, Erimann ou Hermann) Une douzaine d'années après sa mort. Ce texte lui attribue des guérisons miraculeuses et il fut considéré très tôt comme un saint. Sa biographie contient des détails qui intéressent les historiens sur les événements contemporains en Lorraine et en Allemagne, sur les mentalités de l'époque et c'est l'un des rares documents qui mentionne l'Écosse du Xe siècle.

## Biographie
Son biographe lui donne le nom de Cadroe, nom d'origine brittonique plutôt que gaélique. Son père était un certain Fochereach, d'origine noble, et sa mère, Bania, était d'une famille d'un rang similaire ,. Selon la légende, la mère de Cathróe se désolait de ne pas avoir d'enfant et effectua un pèlerinage sur la tombe de Saint Colomba, à l'issue duquel elle se trouva enceinte. Le saint lui apparut alors dans une vision, lui enjoignant de consacrer cet enfant à dieu. Comme le père de Cathróe s'y refusait, il fut frappé par la colère du ciel, et ne survécut que grâce aux prières de son épouse.
Quoi qu'il en soit, à la naissance d'un frère, qui reçut le patronyme gaélique de Mattadàn, Cathróe fut confié à son oncle maternel, Beanus (Saint Bean; il existe plusieurs saints gaéliques qui portent ce nom).
Béan envoya son neveu faire des études en Irlande, à Armagh, où il semble avoir étudié le latin et le grec ancien. Il revint ensuite en Écosse pour enseigner à son tour dans le monastère où se trouvait son oncle. Une série de visions le persuadèrent de quitter l'Écosse et de prendre l'habit de pèlerin. Son hagiographe nous dit que « le roi qui régnait sur le pays, Constantin II d'Écosse, s'empressa de le retenir. » Cathroè entra dans la  « maison de la bienheureuse Brigitte » sans doute un monastère consacré à sainte Brigitte de Kildare, à Abernethy. « Un abbé du nom de Maelodair (Máel Odran) » réussit à convaincre le roi Constantin  d'autoriser Cathróe à partir et l'aider à préparer son voyage. « Ils rivalisèrent à qui l'aiderait le plus généreusement en dons d'or et d'argent, de vêtements et de montures et ils souhaitèrent à Cathroè bon voyage avec l'aide de Dieu; et guidé par le roi en personne, il se rendit jusqu'en Cumbrie ».
L'auteur explique que le roi Domnall mac Owen, qu'il nomme Dovenaldus, régnait alors sur la Cumbrie et qu'il était de la parentèle de Cathroè. Le roi escorta Cathróe jusqu'à la ville de Loidis  (Leeds ou Carlisle), « qui est à la frontière entre le territoire des hommes de Cumbrie et celui des hommes du nord. » 
À York, Cathróe fut accueilli, selon son hagiographe, par le roi Eric, dont l'épouse était sa parente. Cette affirmation est sujette à caution car Éric ne régnait pas sur York à l'époque où est censé se dérouler le voyage de Cathróe; de plus, selon les sources, son épouse Gunnhild était  d'origine norvégienne.
Cathróe fut abbé de Waulsort pendant quelques années, avant que l'évêque de Metz, Adalbero, ne lui confie le monastère de Saint-Félix. Considéré comme saint il est fête le 6 mars